# Pic des Quatre Termes
Pic des Quatre Termes – szczyt górski położony we francuskiej części Pirenejów, w masywie Néouvielle, w departamencie Pireneje Wysokie, około 20 km od granicy z Hiszpanią.